# استان رانونگ

نقشهٔ تایلند و جایگاه استان رانونگ.

استان رانونگ یا فوکت یکی از استانهای کشور تایلند است. مساحت آن 3298 کیلومترمربع می‌باشد. جمعیت این استان در سال ۲۰۰۰ بالغ بر ۱۶۱۰۰۰ نفر برآورد شده است .
استان رانونگ نظر تقسیمات کشوری بخشی از ناحیه جنوب تایلند به حساب می آید. مرکز این استان شهر رانونگ است.